# Mera (DC Comics)
Pour les articles homonymes, voir Mera.
Mera (prononcé en anglais : /ˈmɪərə/) est un personnage de fiction apparaissant dans les comics américains publiés par DC Comics. Créé par Jack Miller et Nick Cardy, le personnage est d'abord apparu dans Aquaman no 11 (septembre 1963) en tant que reine des mers.
Dans l'univers cinématographique DC, l'actrice Amber Heard joue le rôle de Mera,.

## Histoire éditoriale
La version de l'Âge d'Argent de Mera débute dans Aquaman no 11 (septembre 1963) et définit son lieu d'origine comme la mystérieuse « Dimension Aqua ». Cependant, au cours du crossover Brightest Day, il est révélé que la Dimension Aqua est une colonie pénitentiaire extra-dimensionnelle connue officiellement comme Xebel, un lieu d'exil pour une ancienne faction d'Atlantes, bannis ainsi que leurs descendants, après une des nombreuses guerres civiles d'Atlantis.

## Biographie fictive
Mera est l'ancienne reine de la Dimension Aqua (Xebel), la Reine d'Atlantis, et la femme du super-héros Aquaman. Mera a aussi une sœur jumelle nommée Hila.
Dans sa première apparition chronologique, Mera est montrée en train de fuir le criminel Leron qui a pris le contrôle de son royaume. Quand elle arrive sur Terre et rencontre Aquaman et Aqualad, ils font vœux de l'aider. Leron les capture et emprisonne Aquaman et Mera dans la Dimension Aqua. Aidé par l'esprit de l'eau Quisp, Aquaman réussit à libérer Mera et à battre Leron. Mera abdique le trône de Xebel en faveur de la Reine V'lana et retourne à Atlantis pour épouser Aquaman,. Peu après, ils ont un fils du nom d'Arthur Curry Jr., également connu comme Aquababy.
Quelques années plus tard, Black Manta enlève Aquababy et le piège à l'intérieur d'un réservoir translucide conçu pour l'étouffer. Pour sauver son fils, Mera part, sur les conseils de Vulko, dans une ambitieuse croisade vers son monde natal pour trouver le savant Sebel qui a les composants pour un appareil spécial permettant de guérir et qui pourrait sauver son fils. Quand elle arrive, elle découvre que son royaume a été pris par le traître Leron. Il a pris Sebel en otage, le jetant, lui et l'artefact, dans la Grande Fosse. Mera brave la fosse et bat Leron et ses monstres dans le but de récupérer l'appareil. Malheureusement, elle retourne à Atlantis trop tard et découvre son fils mort.
Bien que la mort de leur fils a créé un fossé entre Aquaman et Mera, ils essaient de déménager dans une ville inondée de la Côte Est pour commencer une nouvelle vie ensemble. C'est pendant ce temps qu'Aquaman tente de reformer la Justice League à Detroit. De plus en plus instable à cause de la douleur, Mera est internée dans un asile d'Atlantis. Peu de temps après, une force de méduses géantes extra-terrestre prend le contrôle de la ville. Pendant qu'Aquaman se bat pour les libérer, Mera s'échappe et l'attaque sauvagement, lui reprochant ses « faibles gènes » pour la mort de leur fils.
Alors qu'il se défend, il la pousse accidentellement sur un morceau de métal. La croyant morte, il la place à l'intérieur d'un cercueil et la ramène au palais royal. Cependant, elle a survécu en raison de sa physiologie extra-terrestre. Son retour rappelle amèrement à Aquaman qu'il connaît peu de chose sur elle. Ne voyant plus aucune raison de rester sur Terre, Mera quitte Atlantis et retourne dans la Dimension Aqua.

### Nouvelles origines
Dans Brightest Day, l'origine de Mera est revisitée avec de nouvelles révélations. Certains éléments sont développés et d'autres sont effacés, considérés comme des tromperies et des mensonges que Mera avait raconté à Aquaman. Au lieu d'être la reine de la Dimension Aqua, Mera est maintenant l'ancienne princesse de Xebel, une colonie pénitentiaire extra-dimensionnelle oubliée  pour un ancien groupe de séparatistes Atlantes, relégués derrière un portail scellé dans le Triangle des Bermudes.
Formée depuis la naissance, avec sa plus jeune sœur Siren, Mera a été envoyée par le Roi de Xebel, qui ne pouvait envoyer plus d'un soldat à la fois par une petite fissure de l'espace-temps vers l'univers principal. Ils devaient affronter l'actuel Roi d'Atlantis et le tuer en représailles à l'exil de leur peuple. Cependant, le plan échoua quand Mera tomba vraiment amoureuse d'Arthur. Elle choisit délibérément de continuer à prétendre que son histoire de couverture était son vrai passé pour éviter tout affrontement avec lui.
Pourtant, à plusieurs reprises, comme lors de la mort d'Aquababy, la profonde haine de Mera pour Atlantis et la famille royale est ranimée, déclenchant des crises de folie apparente et des réprimandes de colère envers son mari pour sa « faiblesse ». Il est par ailleurs laissé entendre que Black Manta avait une longue querelle contre le peuple de Xebel. Alors qu'Aquaman croit pendant des années avoir été la cause de la mort d'Aquababy, Mera pense toujours que son fils a été tué pour qu'elle retourne dans sa famille d'origine.
Durant l'une des tentatives d'évasion de masse par le portail du Triangle des Bermudes, les gens de Xebel reçoivent l'ordre de capturer et d'expérimenter sur plusieurs humains et notamment le futur Black Manta. Au cours de ces épuisantes expériences, un jeune hybride, fils de Black Manta et d'une femme anonyme, est né. Alors que le père de Mera voulait expérimenter sur l'enfant et utiliser sa nature hybride pour s'échapper et passer la barrière, Mera prend en pitié le petit Kaldur'ahm. Ajoutant une nouvelle raison de dispute entre elle-même et sa famille, elle enleve Kaldur'ahm pour le donner à une famille qui prendra soin de lui à la surface. Mera ne retrouvera pas Kaldur'ahm avant de nombreuses années, jusqu'à ce qu'un Kaldur'ahm adolescent soit découvert par l'armée de Xebel, forçant Mera à revenir à son secours.

### Le retour de la Reine
Lors du passage de Peter David sur Aquaman dans les années 1990, Mera se retrouve dans une dimension infernale appelée le Netherworld, où elle subit un lavage de cerveau par Thanatos, un vieil ennemi de son mari. Le temps passe différemment dans cet autre monde et elle a apparemment eu un deuxième fils qu'elle appelle seulement « AJ ». AJ semble avoir environ 8 à 10 ans et on ne sait pas si son père est Aquaman ou Thanatos.
Finalement, Mera et AJ se libèrent du contrôle de Thanatos mais constatent qu'ils ne peuvent pas rester sur Terre à cause du vieillissement accéléré d'AJ. Mera et AJ quittent à nouveau la Terre pour des lieux inconnus. Lors de leur prochaine apparition, plus tard dans la série, Mera et AJ sont sur Oceanid, un monde aquatique qui est exploité par des extra-terrestres pour ses ressources. Mera et AJ font équipe avec Aquaman pour vaincre ceux-ci et Mera choisit de rester avec son ex-mari à Atlantis, alors que AJ reste sur Oceanid pour agir comme protecteur et champion, en assumant le rôle d'Aquaman.
Mera et Arthur finissent par se réconcilier, vivant à Atlantis et poursuivant des aventures ensemble, comme un voyage à Skartaris où ils font équipe avec Travis Morgan, le Warlord. Ils semblent former une vraie famille royale avec Tempest (Garth de Shayeris) et son épouse, Dolphin (ancienne amante d'Aquaman). Mera participe à la naissance du fils de Garth et de Dolphin, Cerdian, durant ce moment de tranquillité. Malheureusement, le bonheur de la famille est coupé court par les événements dépeints dans les intrigues de JLA : Obsidian Age, Infinite Crisis et One Year Later.
À la suite de ces événements, Mera est montrée à la tête d'une faction rebelle dans la reconstruction d'Atlantis, qui a été détruit par le Spectre dans Infinite Crisis. Mera apparait dans la série Aquaman: Sword of Atlantis au cours de laquelle Aquaman (ayant été transformé en habitant des Profondeurs au cours de la mini-série World War III) semble périr. Les membres de la JLA visitent Atlantis pour donner leurs condoléances. Mera n'apparaît plus dans les comics DC jusqu'à l'histoire Prelude to Blackest Night dans Titans n°15, où il est révélé qu'elle porte le deuil d'Arthur. Cette histoire révèle aussi que Dolphin et Cerdian sont morts lors de la destruction d'Atlantis.

### Blackest Night
Dans le récit de Blackest Night, à la demande de Tempest, Mera autorise à contrecœur le retour des restes d'Aquaman à Atlantis. Avant qu'ils puissent le faire, ils sont attaqués par Aquaman, Tula et Dolphin qui ont été réanimés en tant que Black Lanterns. Mera et Tempest se battent mais sont dépassés par leur puissance. Tempest est tué par Tula et sommairement transformé en Black Lantern. Une Mera en colère parvient à s'échapper et se réfugier au Hall de Justice. Elle envoie un signal de détresse et Firestorm (Jason et Gehenna) viennent à son aide.
Elle révèle qu'elle a été en mesure d'échapper aux Black Lanterns en gardant ses émotions sous contrôle. La Justice League des Black Lanterns attaque le groupe. Atom (Ray Palmer) aide les héros à s'échapper via une ligne téléphonique. Le Flash indique à Atom et Mera qu'ils sont dorénavant la Ligue de Justice. Atom et Mera rencontrent la Société de Justice qui se bat contre des Black Lanterns. Une Jean Loring tout juste réanimée utilise la propre technologie d'Atom pour réduire Mera, Atom et elle-même.
Ils tombent sur l'anneau de Damage fraîchement tué. Alors que Mera et Atom se battent contre Loring à l'intérieur de l'anneau noir, Loring révèle le plan de Nekron. Deadman est témoin de leur combat et prévoit de sauver Mera et Atom de Loring. Deadman les sauve en possédant brièvement Loring, leur permettant de s'échapper et de rejoindre les héros contre Nekron et son armée. Étant en colère après avoir combattu et être presque tuée par une Wonder Woman impitoyable et alimentée par le pouvoir des Black Lanterns, Mera est choisie comme commandante adjointe du Corps des Red Lanterns pour être plus efficace contre les forces de Nekron. Au cours de la bataille, Mera est approchée encore une fois par Aquaman qui a maintenant le cadavre réanimé de leur enfant.
Aquaman tente d'utiliser leur fils contre elle mais Mera affirme : « Je n'ai jamais voulu d'enfants », et détruit la version Black Lantern d'Arthur Jr. La puissance de sa colère impressionne même  Atrocitus. Elle montre alors le désir de chasser Aquaman et le détruire. Mera rencontre Wonder Woman, qui a été transformée en Star Sapphire par un double de l'anneau de Carol Ferris, et l'attaque. Pendant le combat, leurs deux anneaux se connectent l'un avec l'autre, la lumière violette donne à Mera, dans une certaine mesure, le contrôle sur sa nouvelle sauvagerie et fournit à Wonder Woman un aperçu des raisons de la rage de Mera. À la suite de la destruction de Nekron, Aquaman est ramené à la vie par la lumière blanche. La vue d'Arthur en vie calme Mera, brisant son lien avec l'anneau rouge et provoquant un arrêt cardiaque. Carol et Saint Walker utilisent leurs lumières pour lui sauver la vie et elle est réunie, en larmes, avec Aquaman.

### Brightest Day
Aquaman et Mera passent la nuit ensemble dans le phare d'Amnesty Bay, mais au matin, Mera retrouve Arthur sur le quai, face à la mer et se demandant pourquoi il a été ressuscité. Mera réconforte son mari et l'invite à se baigner avec elle, mais Arthur est hésitant, ne voyant que sa forme de Black Lantern se reflétant dans l'eau. Lors du nettoyage d'une marée noire, Mera et Aquaman sont attaqués par des soldats du monde de Mera. Ils sont conduits devant Siren qui a une ressemblance frappante avec Mera. Comme Mera attire son mari loin d'eux, elle lui révèle qu'elle avait été envoyée pour le tuer et lui avoue ses véritables origines.
Elle indique également que, malgré le long exil de son peuple, les soldats de Xebel ont été les ennemis de Black Manta depuis longtemps, précédant même la première apparition publique d'Aquaman. Elle annonce que Siren est maintenant soutenue par l'ensemble de « l'Escadron de la Mort », l'élite des soldats de Xebel qui sont sous les ordres de la princesse. Mera déclare alors que Siren est sa sœur cadette. Après avoir eu une vision de l'Entité, Aquaman dit à Mera qu'il doit trouver un jeune garçon avec un tatouage ayant la forme d'une anguille. En entendant la description du garçon d'Arthur, Mera semble choquer et tout à coup lui dit qu'elle sait qui est le garçon. Par la suite, Aquaman commence à chercher le garçon par lui-même.
Bien que n'étant pas une apparition directe, quand Atrocitus fait face à Hal Jordan dans la Ville de New York lors de la recherche du « Boucher », l'Entité Émotionnelle des Red Lanterns, il crée une construction sous la forme de Mera, version Red Lantern, pour attaquer. Cela amène Hal Jordan à suggérer qu'Atrocitus « a encore un penchant pour la Reine des Mers », ce à quoi Atrocitus proclame qu'il n'a pas besoin d'expliquer quoi que ce soit au Green Lantern.
Plus tard, Mera arrive chez Lorena Marquez pour lui demander de l'aide. En faisant face à Aquaman, Siren lui a apparemment menti quand elle lui a dit que son Escadron de la Mort avait capturé Mera alors qu'elle était à la recherche d'aide et qu'elle l'avait tué elle-même. Mera et Aquagirl (Tula) arrivent et aident Aquaman dans la bataille contre Black Manta et Siren. Mera dit à Aquaman que sa sœur lui a menti à propos de sa situation pour des raisons inconnues. Tout en combattant, Mera utilise le pouvoir ultime de l'eau dure pour repousser Black Manta, Siren et l'Escadron de la Mort vers les océans et empêcher les citoyens de subir des pertes et des blessures lors du combat. Après le renvoi de Black Manta et de Siren vers le Triangle des Bermudes, Aquaman accepte le retour de Mera et lui pardonne pour ne pas lui avoir dit la vérité. Cependant, alors qu'ils partagent un baiser, l'Entité revendique Aquaman, le réduisant en ce qui semble être de l'eau blanche, laissant Mera pleine de tristesse. Par la suite, Aquaman est de retour et est réuni avec Mera.

### La relance des New 52
Lors des New 52, la relance de 2011 et le retcon de l'ensemble de la ligne de super-héros de DC Comics, un Aquaman très déçu, bouleversé par le rejet de ses camarades Atlantes et de sa mauvaise position en tant que super-héros, souvent ridiculisé à cause de ses défauts et de ses pouvoirs moins impressionnants, décide de rentrer à Amnesty Bay. Mera le suit, aidant son mari à essayer de trouver une nouvelle place dans le monde, en dépit d'être affublée de la même mauvaise réputation, étant l'inutile « Aquawoman ». Il est montré que Mera a des difficultés à s'adapter à la société du monde extérieur et a de graves problèmes pour contrôler sa colère. Elle aide également Arthur à essayer de découvrir le mystère derrière l'engloutissement d'Atlantis et à lutter contre Black Manta qui tente d'obtenir des artefacts anciens d'Atlantis.
À la suite de l'histoire du « Trône de l'Atlantide », Mera est approchée par les forces de police pour l'arrêter à la suite d'une agression violente due à une explosion de colère en ville. Mera et les agents de police discutent des vertus civiques et elle est confrontée par l'Officier Watson (qui connaissait Aquaman quand ils étaient à l'école) qui la raisonne et lui dit d'arrêter d'être hostile. Elle lui dit aussi qu'elle doit respecter la loi et la société de la surface. Alors que Mera le concède, elle et les policiers sont attaqués par une tempête d'hiver du Dead King qui exige qu'elle le conduise à l'emplacement de Xebel. Le Dead King traîne Mera au Triangle des Bermudes et ouvre la barrière de Xebel, mais Mera parvient à lui échapper. Lorsque Mera retourne à son ancienne demeure de Xebel pour les avertir, il est révélé qu'elle était la fiancée de Nérée qui est l'actuel roi de Xebel.
Il demande à Mera : « Où diable avez-vous été ? ». Nérée se met en colère lorsqu'il découvre que Mera est du côté d'Atlantis et l'amante d'Aquaman. Mera et Nérée sont figés dans la glace par le Dead King. Aquaman arrive pour libérer Mera et affronte leur ennemi, qui s'avère être le premier roi d'Atlantis et qu'il a l'intention de régner sur les Sept Mers une fois de plus. Au cours de la lutte, Mera libère Nérée et les soldats de Xebel pour aider Aquaman contre leur adversaire, mais Nérée et les soldats s'inclinent devant le Dead King, affirmant qu'il est le vrai roi des Sept Mers.
Lorsque Mera et Aquaman échappent aux soldats et arrivent à Atlantis, ils sont attaqués par le Scavenger et ses hommes. Aquaman dit aux Atlantes de se replier en arrière et utilise ses capacités pour invoquer le Kraken qui attaque Scavenger et ses hommes. Cependant, Aquaman est inconscient lorsque le Dead King et les soldats de Xebel arrivent. Aquaman reprend conscience auprès de Vulko sur le monde de la surface, mais Vulko lui révèle qu'il a été dans le coma pendant six mois. Aquaman demande ce qui est arrivé à Mera durant ces six mois ; Vulko dit qu'il a vu Mera faire face au Dead King.
Plus tard, Mera est emprisonnée par le Dead King et ses soldats qui ont pris le contrôle d'Atlantis. Mera refuse d'épouser Nérée et le prévient qu'elle le tuera si elle est libérée. Aquaman arrive pour libérer Mera et les Atlantes. Ils se battent contre le Dead King et ses hommes. Lorsque leur ennemi est détruit, Nérée et les soldats de Xebel se retirent. Mera est réunie avec Aquaman et décide de rester à Atlantis.

### DC Rebirth
Mera rejoint la Ligue de Justice dans le numéro 24 après qu'Aquaman ai pris le trône.
Mera obtient sa première série limitée, Mera : Queen of Atlantis, en février 2018. Écrite par Dan Abnett et dessinée par Lan Medina, elle dure 6 numéros.

## Pouvoirs et capacités
Mera a la capacité unique de former des objets en « eau dure », ainsi qu'une super force et des pouvoirs liés à son adaptation à la vie aquatique. Elle a été montrée être assez puissante pour contrôler la magie de Poséidon, quoique brièvement, d'énormes quantités d'eau, assez pour entraîner toute une armée à la mer. En raison de son rôle d'agent infiltré et d'assassin, Mera avait reçu une formation approfondie à Xebel, devenant une redoutable adversaire. Sur la terre ferme, Mera possède des sens beaucoup plus développés que les humains, avec notamment une vision nocturne mais aussi une ouïe plus aiguë que les humains. En plus de ces pouvoirs, Mera est une experte en arts-martiaux mais aussi en utilisation d'armes.

## Faiblesses
Les premières histoires avaient placé une certaine limite sur les capacités de Mera. Cependant, sa principale faiblesse est son combat contre sa folie mentale, de plus en plus apparente après la mort d'Arthur Curry Jr. Autrefois, son origine semblait être dû aux répercussions de sa dépression dont elle a souffert à la suite de la perte de son fils unique et où elle blâmait Arthur pour ses défauts. Il a été révélé plus tard qu'elle était la conséquence de sa loyauté déchirée entre ses devoirs à l'égard de Xebel et son amour pour Arthur. Mais aussi de sa connaissance du fait que Black Manta la détestait en fait plus qu'Aquaman lui-même (pour lui avoir caché Jackson) et d'avoir donc dissimulé ses responsabilités dans cet événement. Elle est aussi sujet à la déshydratation, de manière plus rapide que les humains, sur la terre ferme.

## Réception
Mera était 81e dans la liste des « 100 Femmes les plus Sexy dans les Comics » de Comics Buyer's Guide.

## Autres versions

### Flashpoint
Dans la réalité de Flashpoint, Mera est la Reine d'Atlantis et est tuée par les Amazones. Sa mort pousse Aquaman à détruire l'Europe de l'Ouest en espérant détruire New Themyscira. La mort de Mera a été commanditée par Wonder Woman. Dans un flashback, Mera est montrée en train d'attaquer la Reine de New Themyscira, qui était Diana (Wonder Woman), mais elle a finalement été décapitée par Wonder Woman.

### Injustice: Les Dieux Sont Parmi Nous
Mera ne joue qu'un rôle relativement mineur dans le comic-book servant de préquelle au jeu. Elle apparait souvent pour demander à son mari Aquaman de s'assurer de la sécurité d'Atlantis et de son peuple en raison de son alignement forcé avec le régime de Superman sur Terre-Un.

## Dans les autres médias

### Télévision
- Mera est apparue dans les années 1960, dans la sérié télévisée The Superman/Aquaman Hour of Adventure, doublée par Diane Maddox. La narration du début la décrit comme « une femme atlante ».
- Mera est apparue dans la série animée de 2001, la Ligue des Justiciers, doublée par Kristin Bauer. Ses origines ne sont pas développées ainsi que l'étendue de ses pouvoirs, elle est probablement une Atlante. Elle apparaît dans La Menace des abysses (saison 1, épisodes 6 et 7), La Terreur de l'au-delà (saison 2, épisodes 15 et 16), et Deuil (saison 2, épisodes 19 et 20, où elle assiste aux funérailles de Superman avec son mari). Le design de Bruce Timm pour Mera est inspiré par son apparence des comics de l'Âge d'Argent, mais ajoute une touche élégante de régalisme tels que des bijoux en or et un tissu drapé vert transparent.
- Mera est présente dans Batman : L'Alliance des héros, doublée par Sirena Irwin. Elle fait une brève apparition dans l'épisode Atlantis en danger ! (saison 1, épisode 3) comme membre de la famille royale d'Atlantis, où elle est assise à côté d'Aquaman et Orm (Ocean Master). Mera apparaît également dans Aquaman se met au vert ! (saison 2, épisode 4), où elle demande à son mari de les prendre, elle et leur fils Arthur Jr, en vacances sur terre. Mera possède une grande force physique quand elle lutte contre les hommes de mains du Pingouin, mais elle n'utilise aucun pouvoirs liés à l'eau comme dans les bandes dessinées.
- L'actrice Elena Satine joue le rôle de Mera dans l'épisode 9 de la dernière saison de Smallville. Dans cette incarnation, elle était de nouveau la femme d'Aquaman[49]. Arthur et Mera découvrent que Slade Wilson était en train de construire des prisons pour des super-héros à la suite de l'adoption du « Vigilante Registration Act » et détruisent l'une d'elles. Clark Kent est allé confronter Arthur sur ce sujet, mais Mera, le qualifiant de menace, l'attaque avec son hydrokinésie. Alors que Clark et Arthur enquêtent sur les opérations de Slade (entraînant la capture d'Arthur), Mera est confrontée à Lois Lane qui essaye d'aider Clark. Au premier abord, Mera juge Lois comme moindre comparée à elle-même, Arthur, Oliver Queen et Clark, jusqu'à ce que Lois réussisse à les aider avec des informations sur les prisons. Mera sauve Oliver et Arthur. Plus tard, avant de quitter la ville avec Arthur, Mera s'excuse auprès de Lois et admet qu'elle est une partenaire digne pour quelqu'un comme Clark.
- Mera apparaît dans l'épisode Temps mort de Young Justice (saison 1, épisode 8), doublée par Kath Soucie. Elle est la femme d'Aquaman et la reine d'Atlantis. Elle est également montrée comme professeure au Conservatoire de Sorcellerie. Au cours de l'assaut de Black Manta sur le palais, elle se révèle être capable de forger des constructions animées en « eau dure ». Elle a aussi des marques similaires à celles d'Aqualad, bien que les siennes prennent la forme des tentacules d'une pieuvre et ne sont visibles que lors de l'utilisation de son plein pouvoir. Il est également révélé qu'elle est enceinte de l'enfant d'Aquaman.

### Univers cinématographique DC

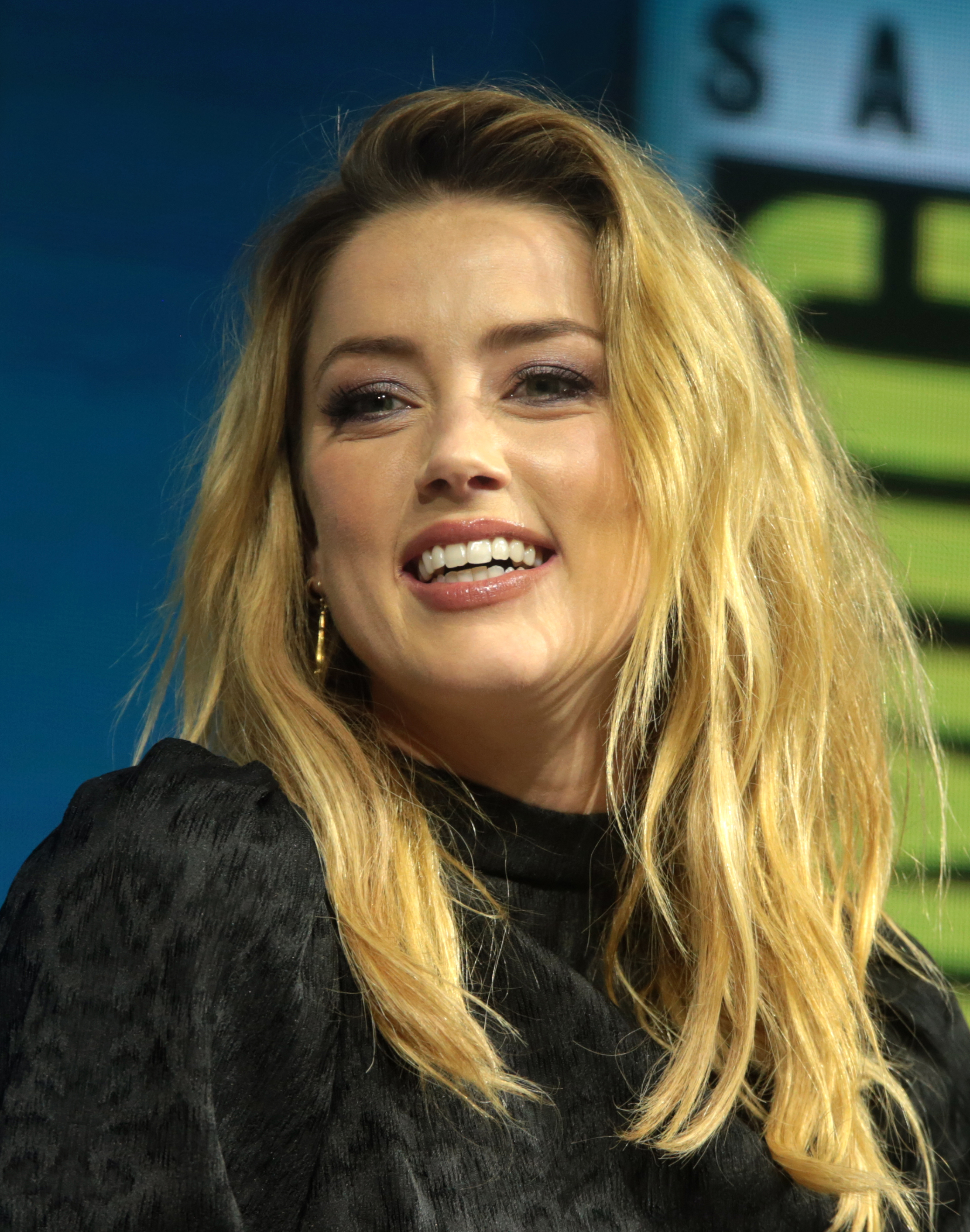
Amber Heard à la San Diego Comic Con International de 2018 lors de la présentation du film Aquaman.

Mera fait sa première apparition dans l'univers cinématographique DC dans Justice League de Zack Snyder et Joss Whedon. Elle est jouée par Amber Heard. Cette dernière reprend son rôle dans Aquaman, réalisé par James Wan,. Mera est présentée comme la fille d'un roi et d'une magicienne.
Dans Justice League, Mera est montrée comme responsable de la Boîte Mère des Atlantes. Quand Steppenwolf arrive sur Terre, il se dirige vers Atlantis pour récupérer l'artefact. Il élimine facilement les gardes et s'engage dans un combat singulier avec Mera. Cette dernière a le pouvoir de créer de violentes attaques à partir de l'eau. Arthur intervient au cours de la confrontation et l'assaillant prend la fuite par l'intermédiaire d'un Boom Tube. Après l'altercation, Mera parle à Aquaman de la reine Atlanna et l'incite à poursuivre le voleur, ce qui l'amènera à rejoindre la Justice League.
Elle revient dans Aquaman and the Lost Kingdom (2022).

### Films d'animation
- Mera apparaît brièvement dans le film d'animation La Ligue des justiciers : Le Paradoxe Flashpoint. Dans une scène flashback de la ligne temporelle modifiée, elle est assassinée lors d'une confrontation avec Wonder Woman. Son meurtre pousse Aquaman à submerger une grande partie de l'Europe et à déclencher une guerre contre les Amazones.
- Mera apparaît comme l'un des personnages principaux du film d'animation La Ligue des justiciers : Le Trône de l'Atlantide, doublée par Sumalee Montano. Elle est une Atlante et fait partie de la garde royale de la Reine Atlanna. Dans le film, elle joue un rôle crucial pour rechercher et sauver Arthur Curry.
- Mera apparaît  dans Lego DC Comics Super Heroes: Aquaman: Danger au Royaume de l'Atlantide, doublée par Susan Eisenberg.
- Mera fait une apparition caméo dans La Mort de Superman. Elle est aux côtés d'Aquaman et de plusieurs troupes atlantes qui enquêtent sur ce qui a tué des atlantes qui venaient d'intercepter un sous-marin dont les occupants ont été tués par Doomsday.
- Mera apparaît comme l'un des personnages principaux dans DC Super Hero Girls : Les Légendes de l'Atlantide.

### Jeux vidéo
- Mera apparaît via un contenu téléchargeable en tant que personnage jouable dans Lego Batman 3 : au-Delà de Gotham.
- Mera est mentionnée dans Injustice 2 par Aquaman et Harley Quinn. Cette dernière lui demande s'il embrasse aussi comme un poisson, à laquelle il lui répond que seule Mera sait.
- Mera apparaît comme personnage jouable dans DC Unchained.

### Web
- Mera apparaît, à partir de la quatrième saison, dans la web-série animée DC Super Hero Girls, doublée par Erica Lindbeck.